# Ubske večeri
Ubske večeri su manifestacija koja se održava u Ubu svakog leta u periodu od jula do avgusta. Pozornica je smeštena na platou ispred Doma kulture. Ubske večeri su već afirmisana manifestacija, koju poseti nekoliko hiljada Ubljana svih uzrasta sa željom da uživo vide i čuju svoje omiljene glumce, pevače, književnike.

## Spoljašnje veze
- Ubske večeri na internetu